# Ред и закон: Злочиначке намере (3. сезона)
Трећа сезона серије Ред и закон: Злочиначке намере је премијерно емитована на каналу НБЦ од 28. септембра 2003. године до 23. маја 2004. године и броји 21 епизоду. ДВД друге сезоне издат је 14. септембра исте године 2004. године.

## Опис
Главна постава се у овој сезони није мењала.

## Улоге
- Винсент Д'Онофрио као Роберт Горен
- Кетрин Ерб као Александра Имс
- Џејми Шериден као Џејмс Дикинс
- Кортни Б. Венс као ПОТ Рон Карвер

## Епизоде
| Бр. у серији | Бр. у сезони | Наслов                 | Редитељ                        | Сценариста                                                            | Премијерно емитовање | Прод. код | Бр. гледалаца (милиони) |
| --- | ------------ | ---------------------- | ------------------------------ | --------------------------------------------------------------------- | -------------------- | --------- | ----------------------- |
| 46 | 1            | "Неустрашива храброст" | Стив Шил                       | Синопсис: Стефани Сенгупта Сценарио: Стефани Сенгупта и Рене Балсер   | 28. септембар 2003.  | E4502     | 15.80                   |
| Промискуитет познатог архитекте постаје кључ за решавање убиства перспективног младог дизајнера који му је био најближи конкурент за престижну комисију, а Имсова најављује новости. |              |                        |                                |                                                                       |                      |           |                         |
| 47 | 2            | "Близанци"             | Френк Принзи                   | Синопсис: Џим Стерлинг Сценарио: Џим Стерлинг и Рене Балсер           | 5. октобар 2003.     | E4503     | 14.30                   |
| Када је шизофреничар опседнут Мерилин Монро и култом плавуше и плавооких починио низ убистава да би искоренио оне за које сматра да су одговорни за промовисање хомогенизације изгледа који дивља у друштву, Горен и Имсова сумњају да је нека особа блиска човеку можда искористила његову болест и његове злочине да изврши изнуду.                                                                         |              |                        |                                |                                                                       |                      |           |                         |
| 48 | 3            | "Поклон"               | Алекс Закрзуски                | Синопсис: Мерлејн Мајер Сценарио: Мерлејн Мајер и Рене Балсер         | 12. октобар 2003.    | E4501     | 14.40                   |
| Истражујући убиство сниматеља, Горен и Имсова откривају да је свештеник Сантерије можда утицао на жртвину мајку и његове убице. Горен открива да истина лежи у свештеничкој оданости жени. |              |                        |                                |                                                                       |                      |           |                         |
| 49 | 4            | "Али није заборављено" | Константин Макрис              | Синопсис: Џери Конвеј Сценарио: Џери Конвеј и Рене Балсер             | 19. октобар 2003.    | E4504     | 14.90                   |
| Када је нестала књиговођа, Горен и Имсова се враћају у смрт њеног брата убице две године раније. Изгледа да је затворени мафијаш њихов најбољи избор, али када се појавило друго тело, случај се подигао на потпуно нови ниво. |              |                        |                                |                                                                       |                      |           |                         |
| 50 | 5            | "Правда"               | Алекс Закрзуски                | Синопсис: Ворен Лајт Сценарио: Ворен Лајт и Рене Балсер               | 26. октобар 2003.    | E4509     | 15.20                   |
| Горену је додељена привремениа ортакиња Џ. Лин Бишоп пошто је Имсова отишла на породиљско боловање. Они усредсређују своју истрагу убиства на звезду извештача чија прошлост садржи повест плагијата. |              |                        |                                |                                                                       |                      |           |                         |
| 51 | 6            | "Луталица"             | Френк Принзи                   | Синопсис: Елизабет Бенџамин Сценарио: Елизабет Бенџамин и Рене Балсер | 2. новембар 2003.    | E4511     | 13.50                   |
| Док прати савремене Бони и Клајда, Горен закључује да један од његових осумњичених има повређено стопало. Недуго пре него што су Горен и Бишопова схватили да пар који је већ убио девет људи међу којима и два полицајца на тајном задатку нису типични Бони и Клајд – жена је очигледно та која контролише.                                                                                                 |              |                        |                                |                                                                       |                      |           |                         |
| 52 | 7            | "Убица међу нама"      | Стив Шил                       | Синопсис: Дајана Сан Сценарио: Дајана Сан и Рене Балсер               | 9. новембар 2003.    | E4512     | 13.20                   |
| Детективи покушавају да повежу самоубиство аргентинске имигранткиње са њеним мужем који је и раније био насилан. Иако накнадна истрага није била успешна, детективи откривају да би његова мржња могла бити повезана са низом нерешених убистава са истим МО-ом. |              |                        |                                |                                                                       |                      |           |                         |
| 53 | 8            | "Звук крви"            | Џин де Сегонзек и Френк Принзи | Рене Балсер                                                           | 16. новембар 2003.   | E4513     | 12.50                   |
| Горен и Бишоп траже пубертетлију свенгалца који убеђује три упечатљиве младе девојке да почине више убистава у циљу изврнуте филозофије. |              |                        |                                |                                                                       |                      |           |                         |
| 54 | 9            | "Срећна породица"      | Френк Принзи                   | Синопсис: Мерлејн Мајер Сценарио: Мерлејн Мајер и Рене Балсер         | 23. новембар 2003.   | E4508     | 14.20                   |
| Пребијање богате главе породице наводи детективе да истражују неколико осумњичених, сваког са својим побудама: његову отуђену жену од које се спремао да се разведе, њеног пријатеља који је пуштен на условну слободу, дадиљу њихове деце, жртвиног шурака лекара, чак и најстаријег сина. Горен и Карвер сазивају породицу осумњичених да све то реше... на породичном суду.                                |              |                        |                                |                                                                       |                      |           |                         |
| 55 | 10           | "КПС"                  | Дарнел Мартин                  | Синопсис: Џери Конвеј Сценарио: Џери Конвеј и Рене Балсер             | 4. јануар 2004.      | E4506     | 13.20                   |
| Горен посеже у сопствено искуство радећи са ортакињом како би решио убиство играча за кога се чини да је повезан са мрежом лопова који користе шпијунски софтвер да би извршили превару. Имсова се породила. |              |                        |                                |                                                                       |                      |           |                         |
| 56 | 11           | "Лудило"               | Кристофер Свортаут             | Синопсис: Џим Стерлинг Сценарио: Џим Стерлинг и Рене Балсер           | 11. јануар 2004.     | E4514     | 16.10                   |
| Убиство приватног детектива који је трагао за истакнутим средњошколским кошаркашем натерало је детективе да претражују месне судове како би открили везу са коцкарима и регрутаторима на факултетима док нису сазнали да је неколико других истакнутих играча пребачено у исту школу – ону са првачким обичајем.                                                                                              |              |                        |                                |                                                                       |                      |           |                         |
| 57 | 12           | "Живчаница"            | Џин де Сегонзек                | Синопсис: Стефани Сенгупта Сценарио: Стефани Сенгупта и Рене Балсер   | 18. јануар 2004.     | E4507     | 12.00                   |
| Горен и Имсова откривају како су неузвраћена жудња богаташице за славом и очај професионалног прикупљача средстава да исплати дуг лихвару можда допринели убиству жениног мужа и мајке прикупљача средстава. |              |                        |                                |                                                                       |                      |           |                         |
| 58 | 13           | "Плес за двоје"        | Френк Принзи                   | Синопсис: Ворен Лајт Сценарио: Ворен Лајт и Рене Балсер               | 15. фебруар 2004.    | E4516     | 13.30                   |
| Неизлечиво болесни пљачкаш банке који је љут због разарања своје болести спроводи оно мало контроле што му је остало у животу обмањујући неизвесне саучеснике које је ангажовао да му помогну да изврши своју последњу пљачку. Горен и Имсова су приморани да се тркају са временом како би осујетили његов план о самоубиству полицајца који ће одузети и његов живот и живот његовог најновијег саучесника. |              |                        |                                |                                                                       |                      |           |                         |
| 59 | 14           | "Погрешно означено"    | Џојс Копра                     | Синопсис: Елизабет Бенџамин Сценарио: Елизабет Бенџамин и Рене Балсер | 22. фебруар 2004.    | E4515     | 12.40                   |
| Горен и Имсова наилазе на мрежу корпоративног мићења у коју су укључени превара, подмићивање, крађа идентитета и завера за продају смртоносно загађених крвних производа док истражују убиство продавца фармацеутских производа. |              |                        |                                |                                                                       |                      |           |                         |
| 60 | 15           | "Скупљено-умотано"     | Џин де Сегонзек                | Синопсис: Дајана Сан Сценарио: Дајана Сан и Рене Балсер               | 7. март 2004.        | E4510     | 15.00                   |
| Ћерка нарцисоидних психотерапеута предузима очајничке мере да би се осветила за године њиховог злостављања и занемаривања што је довело до трагедије за младића ухваћеног у мрежу промискуитета, умних игара и надметања њених родитеља. |              |                        |                                |                                                                       |                      |           |                         |
| 61 | 16           | "Светац"               | Френк Принзи                   | Синопсис: Мерлејн Мајер Сценарио: Мерлејн Мајер и Рене Балсер         | 14. март 2004.       | E4517     | 14.60                   |
| Човек је починио превару, кривотворење и убиство да би дискредитовао верску организацију која је искористила његову психички болесну мајку, осиромашила његову породицу и уништила његово детињство. |              |                        |                                |                                                                       |                      |           |                         |
| 62 | 17           | "Савест"               | Алекс Чепл                     | Синопсис: Џери Конвеј Сценарио: Џери Конвеј и Рене Балсер             | 28. март 2004.       | E4519     | 14.40                   |
| Неуролога који верује да може да комуницира са женом у трајном вегетативном стању убио је члан породице који се плаши да ће лекар открити вишемилионску побуду која је довела до инвалидитета жене. |              |                        |                                |                                                                       |                      |           |                         |
| 63 | 18           | "Злоба"                | Стив Шил                       | Синопсис: Џим Стерлинг Сценарио: Џим Стерлинг и Рене Балсер           | 18. април 2004.      | E4520     | 14.30                   |
| Радник у штали прибегава шверцу хероина, обманама, изнуди и убиству да би финансирао куповину салаша и пастува из фондације који ће обезбедити виши положај на друштвеној лествици коња. |              |                        |                                |                                                                       |                      |           |                         |
| 64 | 19           | "Песницом у главу"     | Алекс Закрзуски                | Синопсис: Стефани Сенгупта Сценарио: Стефани Сенгупта и Рене Балсер   | 9. мај 2004.         | E4518     | 11.60                   |
| Када је заштићени сведок убијен у ресторану, Горен и Имсова налазе се на трагу тројке младих мафијаша. Коначно су схватили да је извесни младић Чопс кључ, али не могу да нађу никога ко је спреман да се окрене против њега. |              |                        |                                |                                                                       |                      |           |                         |
| 65 | 20           | "Чавка"                | Френк Принзи                   | Синопсис: Ворен Лајт Сценарио: Рене Балсер и Ворен Лајт               | 16. мај 2004.        | E4522     | 13.70                   |
| Истрага о смрти жене која трага за старинским прстеном своје покојне мајке доводи Горена и Имсову до низног убице лекара који је вешто прикривао убиство преко две стотине својих болесника. |              |                        |                                |                                                                       |                      |           |                         |
| 66 | 21           | "Потрошено"            | Стив Шил                       | Синопсис: Ворен Лајт Сценарио: Ворен Лајт и Рене Балсер               | 23. мај 2004.        | E4524     | 13.00                   |
| Похлепна жена која је уплетена у огорчену нагодбу о разводу сместила је једном полицајцу троструко убиство и искористила његово месечарење да би се осветила. |              |                        |                                |                                                                       |                      |           |                         |